# 社会主义人民党 (墨西哥)
社会主义人民党（西班牙語：Partido Popular Socialista，缩写为PPS）是墨西哥的一个共产主义政党。该党成立于1948年，初称人民党，1960年，改名为社会主义人民党，并接受马克思列宁主义意识形态。1997年，该党分裂出墨西哥社会主义人民党。同年，它失去了“全国政党”的法律地位。后来，它以“社会主义人民”的名义注册为“全国政治协会”。